# Abigail Masham, baronessa Masham
Abigail Hill, Baronessa Masham (Londra, 1670 – High Laver, 6 dicembre 1734), è stata una nobildonna inglese.

## Biografia
Era la figlia di Francis Hill, un commerciante di Londra, e di sua moglie, Elizabeth Jennings, una zia di Sarah Jennings, poi duchessa di Marlborough. La famiglia era stata ridotta in povertà a causa delle speculazioni di suo padre, e Abigail fu costretta a lavorare come cameriera per Sir John Rivers di Kent. Lady Churchill, Mistress of the Robes della principessa Anna, fece amicizia con la cugina e la portò a vivere con i duchi di Marlborough a St Albans.
Nel 1704, anno dell'ascesa al trono di Anna, Abigail incontrò il barone Samuel Masham. La coppia si sposò qualche tempo dopo, nel 1707, alla presenza della regina, che contribuì a fornire una dote pari a £ 2000. Non ebbero figli.
Ricoprì la carica di Lady of the Bedchamber della regina Anna nel 1704 fino al 1714. La completezza della sua ascesa venne realizzata quando, nel 1710, la regina assegnò un comando importante al colonnello John Hill, il fratello di Abigail. L'anno seguente la duchessa di Marlborough venne licenziata dal suo incarico a corte e Abigail prese il suo posto come Keeper of the Privy Purse.  Abigail si ritirò a vita privata nel 1714, alla morte della regina; si spense il 6 dicembre 1734.

## Nella cultura di massa

### Cinema
- La favorita (2018) regia di Yorgos Lanthimos